# Georgie Parker
Georgina "Georgie" Parker (Berri, 26 april 1989) is een Australisch sporter. Ze speelde van 2011 tot 2017 als aanvalster voor het nationale hockeyteam. Sinds 2018 speelt Parker Australian Football bij Collingwood Football Club. Daarnaast studeerde Parker journalistiek aan Curtin University.

## Loopbaan als hockeyster
Parker speelde in eigen land voor Adelaide Hockey Club en SA Suns. In 2011 werd ze landskampioen. In het seizoen 2016/2017 speelde Parker voor Royal Antwerp HC.
Tussen 2011 en 2017 speelde Parker 108 interlands voor het Australisch hockeyteam, waarin ze 33 doelpunten maakt. Ze was verliezend finalist op het WK 2014 in Den Haag 2014. Hetzelfde jaar won Parker met Australië de Gemenebestspelen in Glasgow. Ze nam deel aan de Olympische Zomerspelen 2016 in Rio de Janeiro, waarin Parker met de Hockeyroos in de kwartfinales werd uitgeschakeld. 

## Loopbaan als Australian footballspeelster
In 2017 besloot Parker van sport te veranderen en ze werd gecontracteerd door Australian Football-club Collingwood uit Melbourne. In maart 2018 debuteerde ze in de AFL Women's.